# Csongor Lehmann
Pour les articles homonymes, voir Lehmann.
Csongor Lehmann, né le 2 avril 1999 à Tiszaújváros, est un triathlète professionnel hongrois, champion d'Europe de triathlon 2024.

## Biographie
Csongor Lehmann est champion du monde juniors de triathlon 2018 et champion du monde espoirs 2021. En 2024, il termine 11e des Jeux olympiques de Paris et 5e des championnats du monde dont la finale se dispute à Torremolinos en Espagne.

## Palmarès en triathlon
Le tableau présente les résultats les plus significatifs (podium) obtenus sur le circuit international du triathlon depuis 2021.
| Année | Compétition                                     | Pays     | Position           | Temps           |
| ----- | ----------------------------------------------- | -------- | ------------------ | --------------- |
| 2024  | Championnats d'Europe                           | France   | Médaille d'or      | 1 h 40 min 18 s |
| 2024  | Coupe du monde - l'étape sprint de Karlovy Vary | Tchéquie | Médaille d'or      | 53 min 5 s      |
| 2024  | WTS Cagliari                                    | Italie   | Médaille de bronze | 1 h 40 min 27 s |
| 2023  | Coupe du monde - l'étape sprint de Karlovy Vary | Tchéquie | Médaille d'or      | 52 min 18 s     |
| 2022  | Coupe d'Europe - étape sprint de Tiszaújváros   | Hongrie  | Médaille d'or      | 53 min 18 s     |
| 2022  | Coupe du monde - l'étape de Karlovy Vary        | Tchéquie | Médaille d'or      | 1 h 51 min 10 s |
| 2021  | Coupe d'Europe - étape sprint de Caorle         | Italie   | Médaille d'or      | 53 min 20 s     |
| 2021  | Coupe d'Europe - étape sprint de Tiszaújváros   | Hongrie  | Médaille d'or      | 53 min 54 s     |

## Palmarès en cyclo-cross
- 2020-2021
  - 3e du championnat de Hongrie de cyclo-cross